# Ultima ratio (princípio)

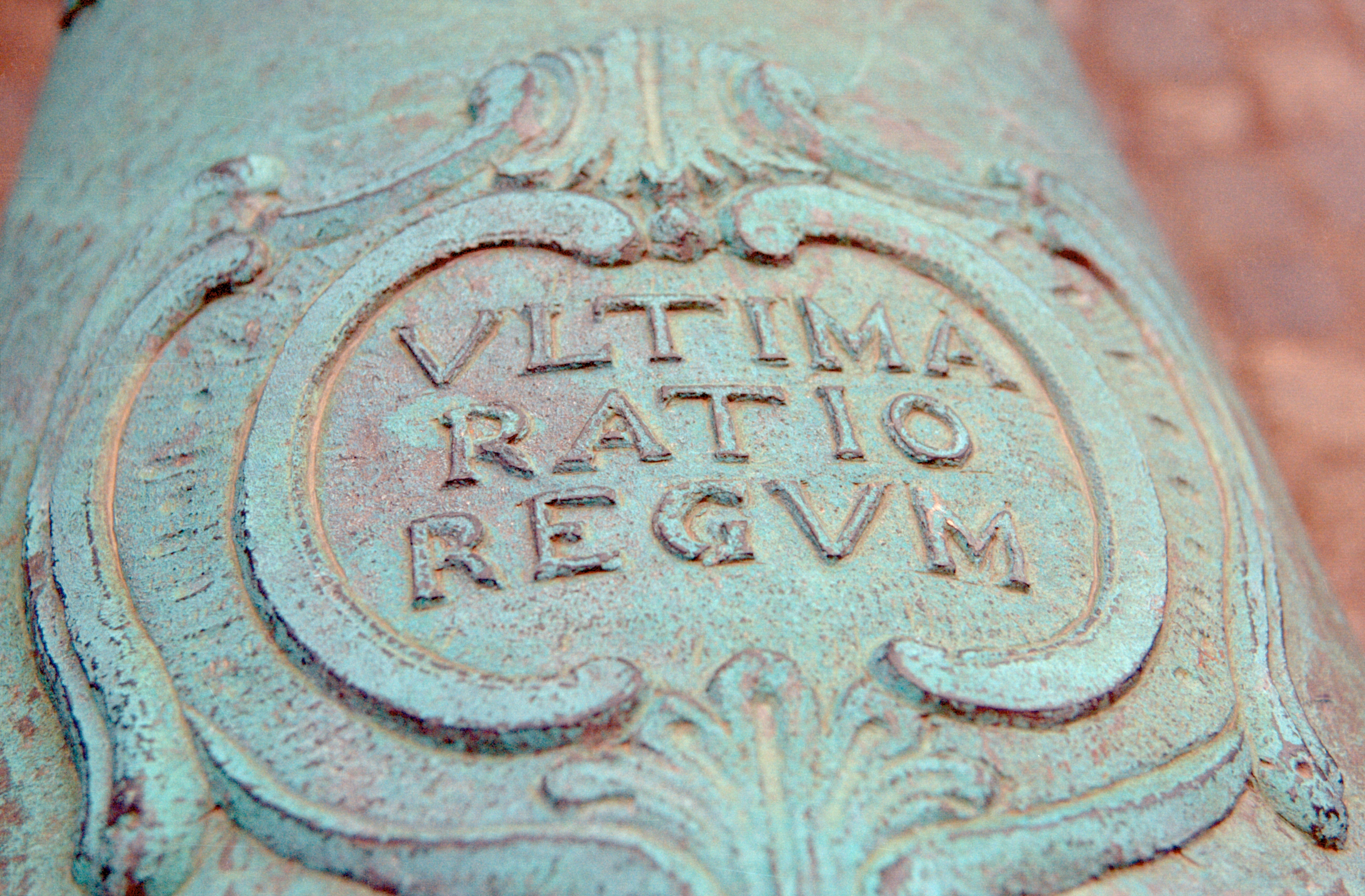
A locução ultima ratio regum ("o último argumento dos reis") inscrita num canhão francês (supostamente capturado), em frente ao Museu de História Militar de Viena.

A locução latina ultima ratio regum, traduzida literalmente como "[a força é] o último argumento dos reis", significa que, uma vez esgotados os argumentos razoáveis e os recursos diplomáticos para a resolução de divergências, impõe-se o uso da força.
Expressão cara ao Cardeal Richelieu (1585–1642), foi posteriormente adotada por Luís XIV de França (1638–1715), que a fez gravar sobre seus canhões.
Ultima ratio regum é também um princípio jurídico comumente aceito nos países da Europa continental, de tradição baseada na civil law. Tal princípio, aplicado ao penal, busca estabelecer limites ao legislador. Apesar de sua ampla aceitação, o princípio de ultima ratio é criticado por seu conteúdo incerto e pela ausência de força vinculante.

## No direito penal
Nos países cujo   ordenamento jurídico se insere na tradição da civil law, o conceito de ultima ratio estabelece que o direito penal seria a ultima ratio do legislador, de modo que este deve esgotar todas as opções (jurídicas e não jurídicas) antes de recorrer à lei penal para resolver um conflito. O conceito costuma ser associado ou, voluntariamente ou não, mesclado a outros princípios jurídicos, como subsidiariedade, fragmentariedade e intervenção mínima do direito penal.

A introdução da locução na literatura jurídica é incerta, embora usualmente considere-se que sua primeira referência jurisprudencial tenha ocorrido no julgamento do primeiro caso de aborto, em 1975, pelo Tribunal Constitucional Federal da Alemanha (BverfGE 39, 1), que julgou inconstitucional a descriminalização do aborto:
A norma penal representa, de certa forma, a ultima ratio do instrumentário do legislador. Pelo princípio da proporcionalidade, característico do Estado de direito, que rege o direito público em geral,  inclusive  o  direito  constitucional,  o  legislador  só  pode  fazer  uso  desse  meio  de forma cautelosa e reservada. Entretanto, também essa última medida deve ser utilizada se não for conseguida, de outra feita, uma efetiva proteção à vida. Isso é o que exige o valor e o significado do bem a ser protegido. Não se trata, destarte, de um dever "absoluto" de penalizar, porém  da  obrigação  "relativa"  de  utilizar  a  tipificação  penal,  surgida  do reconhecimento da insuficiência de todos os demais meios.

Nos últimos anos, apesar da ampla adesão, tanto na Alemanha como em países por ela influenciados, ultima ratio regum vem sendo criticado como sendo um falso princípio jurídico, considerando-se a sua origem e o seu conteúdo incertos, bem como a sua falta de caráter vinculante junto aos poderes constituídos. Segundo Markus Dubber:
Representa um rótulo vazio que costuma ser dito, sem qualquer explicação, acompanhado de dois conceitos notoriamente vagos e intrinsecamente relacionados (conceito material de crime e de bem jurídico). Uma vez deduzido, ele é imediatamente vinculado a outros dois conceitos (subsidiariedade e fragmentariedade, transparecendo ser o primeiro normativo e o último descritivo). Em seguida, surgem outros princípios (proporcionalidade e Estado de Direito), dos quais o nosso princípio seria derivado, desempenhando a função adicional de estabelecer a sua bona fides constitucional. Quando tudo está dito e feito, contudo, o acúmulo de conceitos, supostamente interligados ou sinônimos, normativos ou descritivos, o nosso princípio (agora referido como o princípio da subsidiariedade), no final, é revelado "mais como uma diretriz de política criminal do que um requisito obrigatório". Nenhum caráter vinculante, nenhum problema?
Segundo Nils Jareborg, é possível oferecer conteúdo e validade ao princípio, desde que utilizado para a criminalização em vez da sua interpretação majoritária (contra a criminalização).